# Martin I
Martin I, född cirka 600 i Todi i Umbrien, död 16 september 655 i Chersonesos på Krimhalvön, var påve från den 21 juli 649 till den 17 juni 653. Martin I vördas som helgon i Romersk-katolska kyrkan, med minnesdag den 13 april (tidigare 12 november), i grekisk-ortodoxa kyrkan och i rysk-ortodoxa kyrkan.

## Biografi
Martin föddes i Todi i Umbrien, som son till en man vid namn Fabricius, som enligt samtida biografer tillhörde adeln i Umbrien. Martin var en utmärkt student, och vissa källor gör gällande att han inträdde i basilorden. Vid sin utnämning till påve 21 juli 649, var Martin påvligt sändebud (apocrisiarius) i Konstantinopel, med uppdrag att ordna avsättningen av patriarken där enligt den kanoniska rätten. Sedan han blivit vald till påve lät han konsekrera sig utan att invänta godkännande till sin upphöjelse från bysantinska rikets kejsare, trots att detta var norm; kyrkan i Rom och kyrkan i Konstantinopel befann sig i kris på grund av den monoteletiska striden.
Såväl genom sin underlåtenhet att före sin konsekrering inhämta kejsarens bekräftelse på valet, som genom att på första Laterankonciliet, som han sammankallade till år 649, fördöma inte bara monoteletismen, utan också den så kallade Typos som kejsar Konstans II utfärdat, som förbjöd all strid i nämnda fråga, och Ecthesis Heraklitos stadgat, ådrog sig Martin I kejsar Konstans II:s hat. Konciliet fastslog också 20 paragrafer i vilka den katolska doktrinen definierades, om Kristus två viljor och två verkningssätt. Beslutet från konciliet sändes som encyklika till dem som inte tillhörde den krets om 105 biskopar som närvarat i Lateranen. Uppmanad av patriarken av Konstantinopel sände kejsaren exarken i Italien, Olympius, till konciliet, men denne talade för döva öron när han försökte ändra biskoparnas uppfattning i fråga om Typos. I avsikt att få tillfälle att döda Martin bad Olympius att få mottaga nattvarden direkt från påven, men Martin lyckades undkomma, och Olympius begav sig då till södra Italien för att slåss mot saracenerna, där han snart dog. 
Kejsaren utnämnde därför en ny exark, Theodorus Calliopas, som han gav i uppdrag att hämta Martin till Konstantinopel. Han anlände till Rom den 15 juni 653, och till Lateranen två dagar senare, där han meddelade att kejsaren hade avsatt Martin och att en efterträdare skulle utses. Martin ville undvika blodsutgjutelse och förbjöd prästerna att ingripa, när han tillfångatogs, och fördes till Konstantinopel. 
Av brev som bevarats från Martin framgår det att han först fördes till Naxos, och möjligen befann han sig där så länge som under ett år, innan han slutligen ankom till Konstantinopel. Östkyrkan sände sitt avgörande till kejsaren, att Martin skulle betraktas som kättare, fiende till Gud och staten och som rebell. Efter den domen fördes han till fängelset Prandearia, och satt inlåst i 93 dagar, plågad av hunger, kyla och törst. Den 19 december fördes han inför senaten, där skattemästaren fungerade som domare. Han åtalades för flera politiska brott. Sedan strippades han på nästan alla kläder inför en stor folkmassa, fördes i bojor genom staden till fängelset Diomede där han fick sitta i 85 dagar, tills kejsaren beslutade att landsförvisa honom istället för avrättning. Han fördes därför till Krimhalvön, som vid denna tid genomled en svår svält. Martin avled samma år han landsteg där, och begravdes i kyrkan Blachernæ, nära Cherson, där församlingen sedan dess sagt att han utfört flera mirakler.
Romersk-katolska kyrkan vördar Martin I som martyr. En del av hans reliker vördas i kyrkan San Martino ai Monti på Esquilinen i Rom.